# Mistrzostwa Świata w Piłce Nożnej 2014 (eliminacje strefy CONCACAF)/Grupa 6

## Tabela
| Lp. | Drużyna                              | M | Mecze | Mecze | Mecze | Bramki | Bramki | Bramki | Pkt |
| Lp. | Drużyna                              | M | W     | R     | P     | +      | −      | +/−    | Pkt |
| --- | ------------------------------------ | - | ----- | ----- | ----- | ------ | ------ | ------ | --- |
| 1.  | Antigua i Barbuda                    | 6 | 5     | 0     | 1     | 26     | 5      | +21    | 15  |
| 2.  | Haiti                                | 6 | 4     | 1     | 1     | 21     | 6      | +15    | 13  |
| 3.  | Curaçao                              | 6 | 2     | 1     | 3     | 15     | 13     | +2     | 7   |
| 4.  | Wyspy Dziewicze Stanów Zjednoczonych | 6 | 0     | 0     | 6     | 2      | 40     | −38    | 0   |

## Mecze
Czas: CET
| 2 września 2011 | Haiti · Marcelin 19' · Maurice 27' · Pierre-Louis 45' · Monuma 62' · Alexandre 65', 77' | 6:0(3:0) | Wyspy Dziewicze Stanów Zjednoczonych | Stade Sylvio Cator, Port-au-Prince Widzów: 12 000 Sędzia: Hugo Cruz Alvarado |
|                 |                                                                                         |          |                                      |                                                                              |

| 2 września 2011 | Antigua i Barbuda · Joseph 35' · Griffith 40' · Thomas 55' · Byers 72', 85' | 5:2(2:1) | Curaçao · 10' Meulens · 71' Siberie | Sir Vivian Richards Stadium, North Sound Widzów: 2000 Sędzia: Javier Santos |
|                 |                                                                             |          |                                     |                                                                             |

| 6 września 2011 | Curaçao · de Waard 28' · Zimmerman 43' (k) | 2:4(2:1) | Haiti · 37' Lafrance · 58' Marcelin · 60' Guerrier · 80' Belfort | Stadion Ergilio Hato, Willemstad Widzów: 5000 Sędzia: Jeffrey Solis |
|                 |                                            |          |                                                                  |                                                                     |

| 6 września 2011 | Wyspy Dziewicze Stanów Zjednoczonych · Browne 48' | 1:8(0:2) | Antigua i Barbuda · 18' Christian · 38' (k), 49', 57' Byers · 47' Cochrane · 54' Dublin · 68', 82' Burton | Paul E. Joseph Stadium, Frederiksted, St. Croix Widzów: 250 Sędzia: Stanley Lancaster |
|                 |                                                   |          | |                                                                                       |

| 7 października 2011 22:00 | Wyspy Dziewicze Stanów Zjednoczonych | 0:7(0:2) | Haiti · 5', 65', 82' Maurice · 11' Jaggy · 57', 73' (k) Belfort · 64' Goreux | Paul E. Joseph Stadium, Frederiksted, St. Croix Widzów: 406 Sędzia: Kevile Holder |
|                           |                                      |          |                                                                              |                                                                                   |

| 7 października 2011 02:00 | Curaçao | 0:1(0:0) | Antigua i Barbuda · 74' Thomas | Stadion Ergilio Hato, Willemstad Widzów: 2563 Sędzia: Oscar Reyna |
|                           |         |          |                                |                                                                   |

| 11 października 2011 22:00 | Haiti · Maurice 25' (k) · Belfort 60' | 2:2(1:2) | Curaçao · 7' Siberie · 14' Bito | Stade Sylvio Cator, Port-au-Prince Widzów: 7800 Sędzia: Leon Clarke |
|                            |                                       |          |                                 |                                                                     |

| 11 października 2011 01:00 | Antigua i Barbuda · Thomas 6', 41', 78' · Byers 23', 30', 39' · Burton 54', 66' · Thomas 85' · Murtagh 90' | 10:0(5:0) | Wyspy Dziewicze Stanów Zjednoczonych | Sir Vivian Richards Stadium, North Sound Widzów: 1500 Sędzia: James Matthew |
|                            | |           |                                      |                                                                             |

| 11 listopada 2011 00:00 | Antigua i Barbuda · Skepple 82' | 1:0(0:0) | Haiti | Sir Vivian Richards Stadium, North Sound Widzów: 8000 Sędzia: José Pineda |
|                         |                                 |          |       |                                                                           |

| 11 listopada 2011 21:00 | Wyspy Dziewicze Stanów Zjednoczonych | 0:3(0:3) | Curaçao · 8', 13' Siberie · 26' Bito | Paul E. Joseph Stadium, Frederiksted, St. Croix Widzów: 210 Sędzia: Mauricio Navarro |
|                         |                                      |          |                                      |                                                                                      |

| 15 listopada 2011 21:00 | Haiti · Aveska 60' · Belfort 65' | 2:1(0:1) | Antigua i Barbuda · 9' Thomas | Stade Sylvio Cator, Port-au-Prince Widzów: 3000 Sędzia: Baldomero Toledo |
|                         |                                  |          |                               |                                                                          |

| 15 listopada 2011 01:00 | Curaçao · Carmelia 33', 78' · Siberie 39', 85' · Espacia 73' · Cijntje 89' | 6:1(2:0) | Wyspy Dziewicze Stanów Zjednoczonych · 50' Cornelius | Stadion Ergilio Hato, Willemstad Widzów: 2000 Sędzia: Valdin Legister |
|                         |                                                                            |          |                                                      |                                                                       |